# Сульфид сурьмы(V)
Сульфид сурьмы(V) — бинарное неорганическое соединение сурьмы и серы с формулой Sb2S5, тёмно-оранжевое аморфное вещество, нерастворимое в воде.

## Получение
- Сплавление сурьмы с серой в инертной атмосфере:

{\displaystyle {\mathsf {2Sb+5S\ {\xrightarrow {250-400^{o}C}}\ Sb_{2}S_{5}}}}
- Разложение кислотой или углекислым газом тетратиоантимоната натрия:

{\displaystyle {\mathsf {2Na_{3}[SbS_{4}]+6HCl\ {\xrightarrow {0^{o}C}}\ Sb_{2}S_{5}\downarrow +6NaCl+3H_{2}S\uparrow }}}
{\displaystyle {\mathsf {2Na_{3}[SbS_{4}]+3CO_{2}+3H_{2}O\ {\xrightarrow {}}\ Sb_{2}S_{5}\downarrow +3Na_{2}CO_{3}+3H_{2}S\uparrow }}}

## Физические свойства
Сульфид сурьмы(V) — тёмно-оранжевое аморфное вещество, нерастворимое в воде и этаноле. Соединение переменной структуры, всегда содержащее примесь несвязанной серы.
Сурьму определяют титрованием перманганатом калия, несвязанную серу — потерей при экстракции сероуглеродом в Сокслете в течение суток. Эксперимент повторяют после просушивания осадка, доводя до постоянной массы.

## Химические свойства
- При нагревании разлагается:

{\displaystyle {\mathsf {Sb_{2}S_{5}\ {\xrightarrow {120-170^{o}C}}\ Sb_{2}S_{3}+2S}}}
- Разлагается горячей соляной кислотой:

{\displaystyle {\mathsf {Sb_{2}S_{5}+6HCl\ {\xrightarrow {100^{o}C}}\ 2SbCl_{3}+2S\downarrow +3H_{2}S\uparrow }}}
- Разлагается горячей азотной кислотой:

{\displaystyle {\mathsf {Sb_{2}S_{5}+40HNO_{3}\ {\xrightarrow {100^{o}C}}\ Sb_{2}O_{5}\downarrow +40NO_{2}+5H_{2}SO_{4}+15H_{2}O}}}
- Реагирует с горячими щелочами:

{\displaystyle {\mathsf {4Sb_{2}S_{5}+18NaOH\ {\xrightarrow {100^{o}C}}\ 3Na[Sb(OH)_{6}]\downarrow +5Na_{3}[SbS_{4}]}}}
- Окисляется кислородом воздуха при нагревании:

{\displaystyle {\mathsf {2Sb_{2}S_{5}+15O_{2}\ {\xrightarrow {100-200^{o}C}}\ 2Sb_{2}O_{5}+10SO_{2}}}}
- С сульфидами щелочных металлов образует тиоантимонаты:

{\displaystyle {\mathsf {Sb_{2}S_{5}+3Na_{2}S\ {\xrightarrow {}}\ 2Na_{3}[SbS_{4}]}}}